# Vénus Khoury-Ghata
Vénus Khoury-Ghata (n. 23 decembrie 1937, Bsharri, Guvernoratul Liban de Nord, Liban) este o poetă și romancieră franco-libaneză, deținătoare a Premiului Goncourt pentru poezie (2011).

## Biografie
Venus Khoury-Ghata s-a născut într-o familie maronită, fiica unui teolog creștin și translator francez-arab și a unei mame din mediul rural. Este sora mai mare a autoarei May Menassa. În 1959 a câștigat concursul de frumusețe Miss Beirut. S-a căsătorit în 1957 cu un libanez și a divorțat în 1970.
Pentru a scăpa de războiul din Liban, a emigrat în Franța în 1972, unde s-a căsătorit cu doctorul și cercetătorul francez Jean Ghata, fiul Fatmei Rikkat Kunt, caligraf turc și al celui de-al doilea soț al ei, Fahreddin Ghata. Jean Ghata s-a îmbolnăvit și a decedat în 1981. Scriitoarea locuiește la Paris și a publicat mai multe romane și volume de poezii.
Fiica ei, Yasmine Ghata, este, de asemenea, o scriitoare renumită.

## Carieră
Venus Khoury-Ghata a urmat studii literare la L'École Supérieur Des Lettres de Beirut. Primele ei lucrări literare au fost publicate în 1966 și 1967, iar în 1971 a publicat primul roman, Les Inadaptés.
A primit Grand Prix de Poésie al Academiei Franceze în 2009 și Premiul Goncourt pentru poezie în 2011.
În 2018, a devenit membră a Parlamentului scriitorilor de limbă franceză, alături de alți scriitori, printre care Sedef Ecer, Paula Jacques și Khadi Hane.
Poeziile ei au fost publicate în Ambit, Banpal: Journal of Moderna Arab Literature, Field, Jacket, Metre, Poetry, Shenandoah, Verse și Manhattan Review.
A fost tradusă în italiană, rusă, germană, neerlandeză, arabă, poloneză, engleză și română.
Principalele teme abordate de scriitoare sunt condiția femeii arabe, nevoia de autodepășire, moartea și degradarea valorilor morale.

## Premii
- Premiul Guillaume Apollinaire pentru The Shadows and Their Cries (1980)
- Premiul Mallarmé pentru Monolog du mort (1987)[17]
- Premiul Jules-Supervielle pentru Personal Anthology
- Prix Nice-Baie-des-Anges pentru Le Moine, l'ottoman and the wife of the great treasurer
- Marele Premiu SGDL pentru poezie (1993) pentru toată opera ei
- Premiul Jules-Janin al Academiei Franceze (2005)
- Marele Premiu pentru Poezie al Academiei Franceze (2009)
- Marele Premiu Guillevic pentru poezie din Saint-Malo (2010)
- Premiul Goncourt pentru poezie pentru opera ei poetică (2011)
- Premiul de poezie Pierrette-Micheloud pentru Where are the trees going? (2012)
- Renaudot Pocket Book Prize pentru The fiancée was on the back of a donkey (2015)
- Premiul Geneviève Moll pentru Biografie pentru The Last Days of Mandelstam (2017)

## Distincții
- Cavaler al Legiunii de Onoare (15 decembrie 2000)[18]
- Ofițer al Legiunii de Onoare (13 iulie 2010)[19]
- Comandor al Legiunii de Onoare (13 iunie 2017)

## Opere
- Les visages inachevés,1966
- Les inadaptés, Le Rocher, 1971
- Au Sud du silence, poezii, Saint Germain des Prés, 1975
- Terres stagnantes, poezii, Seghers
- Dialogue à propos d'un Christ ou d'un acrobate, roman, Les Editeurs Français Réunis, 1975
- Alma, cousue main ou Le Voyage immobile, R. Deforges, 1977
- Les ombres et leurs cris, poezii, Belfond, 1979
- Qui parle au nom du jasmin?, Les Editeurs Français Réunis, 1980
- Le fils empaillé, Belfond, 1980
- Un faux pas du soleil, poeme, Belfond, 1982
- Vacarme pour une lune morte, roman, Flammarion, 1983
- Les morts n'ont pas d'ombre, Flammarion, 1984
- Mortemaison, roman, Flammarion, 1986
- Monologue du Mort, roman, Belfond, 1986
- Leçon d'arithmétique au grillon, poezii pentru copii, Milano, 1987
- Bayarmine, roman, Flammarion, 1988
- Les fugues d'Olympia, roman, Régine Deforges/Ramsay, 1989
- Fables pour un peuple d'argile, Un lieu sous la voûte, Sommeil blanc, poezii, Belfond, 1992
- La maîtresse du notable, roman, Seghers, 1992
- Ils, poeme, Amis du musée d'art moderne, 1993
- Les fiancés du Cap-Ténès, roman, Lattès, Lattès 1995
- Anthologie personnelle, poezii, Actes Sud, 1997
- Une maison au bord des larmes, roman, Balland, 1998
- La maestra, 1996, colecția Babel, 2001
- Elle dit, Les sept brins de chèvrefeuille de la sagesse, poezii, Balland, 1999
- La voix des arbres, poezii pentru copii Cherche-Midi, 1999
- Alphabets de sable, poezii ilustrate de Matta, tiraj limitat, Maeght, 2000
- Le Fleuve, Du seul fait d'exister, în colaborare cu Paul Chanel Malenfant, Trait d'Union, 2000
- Version des oiseaux, poezii, ilustrate de Velikovic, François Jannaud, 2000
- Privilège des morts, roman, Balland, 2001
- Compassion des pierres, poeme, La Différence, 2001
- Zarifé la folle, François Jannaud, 2001
- Le Moine, l'ottoman et la femme du grand argentier, roman, Actes Sud, 2003
- Quelle est la nuit parmi les nuits, Mercure de France, 2004
- Six poèmes nomades, în colaborare cu Diane de Bournazel, Al Manar, 2005
- La Maison aux orties, Actes Sud, 2006
- Sept pierres pour la femme adultere, roman, Mercure de France, 2007